# Wharton (Texas)
Wharton és una població dels Estats Units a l'estat de Texas. Segons el cens del 2000 tenia 9.237 habitants.

## Demografia
Segons el cens del 2000, Wharton tenia 9.237 habitants, 3.539 habitatges, i 2.268 famílies. La densitat de població era de 493,3 habitants per km².
Dels 3.539 habitatges en un 31,5% hi vivien nens de menys de 18 anys, en un 44,2% hi vivien parelles casades, en un 15,7% dones solteres, i en un 35,9% no eren unitats familiars. En el 31,8% dels habitatges hi vivien persones soles el 15,3% de les quals corresponia a persones de 65 anys o més que vivien soles. El nombre mitjà de persones vivint en cada habitatge era de 2,51 i el nombre mitjà de persones que vivien en cada família era de 3,21.
Per edats la població es repartia de la següent manera: un 27,2% tenia menys de 18 anys, un 11,1% entre 18 i 24, un 25,3% entre 25 i 44, un 20,3% de 45 a 60 i un 16,2% 65 anys o més.
L'edat mediana era de 34 anys. Per cada 100 dones de 18 o més anys hi havia 83,1 homes.
La renda mediana per habitatge era de 26.704 $ i la renda mediana per família de 34.543 $. Els homes tenien una renda mediana de 30.423 $ mentre que les dones 20.460 $. La renda per capita de la població era de 13.993 $. Aproximadament el 17,3% de les famílies i el 22,2% de la població estaven per davall del llindar de pobresa.

## Poblacions properes
El següent diagrama mostra les poblacions més properes.